# 弘大日本人女性暴行事件
弘大日本人女性暴行事件（ホンデにほんじんじょせいぼうこうじけん）は、2019年8月23日にソウル市麻浦区で地下鉄弘大入口駅の近くで10代の日本人女性観光客の女性が、道で声をかけてきた執行猶予中の30代の韓国人の男性に「チョッパリ」などとヘイトスピーチされ、髪の毛を掴まれた後に地面に殴りつけられ、顔面を蹴られた暴行事件、憎悪犯罪である。事件発生の当初、韓国警察は事件化せずに加害者を帰宅させたが、被害者の女性がTwitterに暴行されている様子の映像を投稿すると、たちまちSNS上で大きく拡散、炎上し、韓国の内外から批判が殺到する事態になり、韓国警察は捜査を開始した。

## 概要
2019年8月23日に当時19歳の日本人女性観光客が女友達ら6人でソウル市麻浦区の繁華街の路上を歩いていると、いきなり、30代の韓国人の男（当時33歳）が「一緒に遊ぼう」と日本語で声をかけてきた。その後も韓国人の男は彼女らを追いかけてきてしつこく言い寄ってきたために、朝鮮語のできる同行者が「やめてください。迷惑です」「（ついて）来ないで」と断ると、韓国人の男は「俺はラッパーだぞ。知らないのか！」など声を荒げ始め、「チョッパリ」などと激怒した。
日本人女性が様子を撮影しようとすると加害者の韓国人の男は女性の髪の毛を掴んで地面に叩きつけて、膝で女性の顔を蹴るなどの暴行を行った。付近にはバス停に並ぶ韓国人たちが居たが、被害者女性によると、事件当時の周囲の人たちは見て見ぬふりをして誰も助けに入ってくれなかったという。そのため、「助けてほしい」という連絡を受けて駆けつけた女性の友人に被害者女性は「悪口を言いながらついてきて、頭を殴られて痛い」と泣きながら話した。バス停にいた人達が助けてくれなかったことを、入院中に「やっぱり日本人を嫌なのかと思いました」と語っている。また、日本人女性はその後の容体についてSNSで、「押し倒された際に頭を強く打ち、命に別条はないものの、首と右腕にまひが残っており、今後の生活に影響が残る可能性がある。韓国人による暴行も２度目の経験だ」と明かしている。

### SNSでの映像拡散・韓国警察対応変化
暴行を受けた被害者の日本人女性は頭、首、腕などに痛みを訴えたが、韓国人の男性からきちんとした謝罪がなかったために、暴行被害の映像をツイッターに掲載した。映像には被害者女性はつきまとわれてヘイトスピーチを受けている段階から撮られていた。映像を一緒にいた友人に撮ってもらった理由について、過去に別の韓国人から暴力を受けた際に法的な助け(加害者への処罰)を受けられなかったことがあり、「証拠を残さなければならないと思った」と涙を流した。 
加害者の男の処罰について、事件拡散前の韓国警察は「現在は強制捜査を進める要件に該当しないと判断した」として、男性を帰宅させた。しかし、日本人女性が韓国人男性から暴言・暴行を受けた当時の映像と写真をSNSに投稿すると、それはSNS上で広く拡散、炎上し、韓国内で大きなニュースとなった。そして、この暴行事件への大きな批判、反響が韓国内外から起きているという通報を受けると韓国警察は捜査を開始した。韓国警察（ソウル麻浦警察署）は8月24日に加害者の男と被害を受けた日本人女性にそれぞれ事情聴取を行った。被害者女性は暴行の2日後に行われた警察の事情聴取中に、頭痛と呼吸困難の症状が出て病院の救急室に搬送された。事件後は右腕の感覚がなくなったと後遺症を訴えている。加害者の男は撮影された映像については「ねつ造されたもの」「暴行したことはない」と主張、容疑を否認した。「日本女性らと争いが起こったのは事実ですぐに和解したが、破廉恥漢として責められ悔しい」とも主張したが、韓国警察は男性擁護の映像ねつ造疑惑に対しては監視カメラの映像などから「事実ではないと判断した」と発表した。

### 映像記録公開と韓国の反応
映像が公開されると日本製品の不買運動など、反日的な機運が高まっている韓国だが、今回の一件については罪もない観光客の日本人に対する暴力だったとして、同情が寄せられていると報道された。韓国のインターネット上には「安倍の放った日本人右翼が、韓国のイメージダウンを狙って放った刺客ではないか」「捏造だ」という陰謀論も一部で展開された。それでもTwitterに投稿された暴行映像には、韓国人の加害者男性が、日本人女性に対して、日本人に対する差別用語(朝鮮語の「チョッパリ」)などと罵って、いわゆる「ヘイトスピーチ」を行いながら女性と友人らにしつこく付きまとう様子、撮影する被害者女性の右腕を叩いている様子、韓国人男性から力任せに髪の毛を引っ張られる日本人被害者女性の様子、路上に後ろから倒されて地面に頭をぶつける暴力行為、それらがはっきりと映っていた。韓国人の男が日本人女性に暴行を加える様子を撮影した動画がSNSで拡散され、韓国メディアの掲示板には「恥ずかしい」「国籍とは関係なく悪質だ」という書き込みが殺到するようになり、日本人女性に危害を加えた韓国人の男の行動を厳しく批判する意見が相次いだ。また、SNS上では、「韓国、日本の問題じゃない。こんな人間は強力な処罰を受けるべき」「日韓関係の問題もあるのに、この時期に犯したのは何より問題だ」「同じ韓国人なのが恥ずかしい」という批判の書き込みが多く投稿された。「男を早く刑務所にぶち込んで冷や飯を食わせろ」という書き込みのコメントには約3000件の賛成意見が集まった。韓国大統領府のホームページには「加害男性を厳しく処罰してほしい」という意見も書き込まれた。東亜日報は「ネット大炎上　弘益大、日本人女性暴行映像」と「“反日の嫌悪犯罪はいけない”と警戒の声」との見出しにて、「今回の事件をきっかけに、反日ムードが嫌悪犯罪の形に変質してはならないという警戒の声が高まっている」と報じた。

### 「羽鳥慎一モーニングショー」出演者コメントへの批判
この事件について、2019年8月27日放送の『羽鳥慎一モーニングショー』で、ジャーナリストの青木理は、「邦人保護の対象となるような人が、怪我をしたとか行方不明になったというならわかるけど、はっきり言えば今回のケース、僕がソウル特派員で普段の時にいたら多分書かない」「ニュースにならないニュースがこういう形で大きく注目されるって言うことが、今の日韓関係をさらにまた悪化させていく原因」と主張している。加害者の韓国人男性が被害者女性に対して韓国において日本人を侮蔑するときに用いられる「チョッパリ」という差別用語を発していたことから通常の暴行事件と背景が異なるとする同席したコメンテーターの玉川徹の指摘には、青木理は「別にその今の時期じゃなくても日本人の悪感情を呼ぶ時には必ず使うものなんですよ」と主張している。また、同席した弁護士の菅野朋子も、「酒を飲んでいたんですよ」「これくらいのことは頻繁にある」と大したことない犯罪だとコメントしている。上記の彼等の事件に対する発言報道記事を引用した被害者女性は「こんなにも心無い言葉を言われたのが非常に残念すぎる」とツイートした。
一連の青木理の事件へのコメントに対して、石平太郎は、「青木さんからすれば、日本人女性が暴行されてもニュースになる価値はないし、韓国人が日本人に差別語を浴びせてもそれは差別ではない。」「彼らは結局、韓国人にはどこまでも優しいが、日本人にはどこまでも冷酷だ。彼らが普段に言っている『反差別』も『女性の人権』もただの嘘だ」と猛批判している。毎日新聞は日本では「こんな状況に韓国に行く方が悪いと被害女性を批判するコメントが相次いだ」と報道したが、青木理によると弘大日本人女性暴行事件での上記のコメント後にテレビ局へ「日本人女性が被害を受けたのに、お前はそれを大したニュースじゃない、報じるに値しないと言うのか」などの猛烈な批判が殺到したことを明かしている。他にも青木は、「韓国の回し者」とか「韓国の代弁者」などの批判を受けたこと、『週刊文春』による読者アンケートで「好きなキャスター＆コメンテーター」とか「嫌いなキャスター＆コメンテーター」3位を取っていることを明かした。2021年7月時点でも青木理は「こうした事件が起きてしまったのは、韓国内で日本への反発が強まっている証左」「もちろん大怪我をしたり亡くなったり、特殊な犯罪に巻き込まれたら別ですが、世界中で起きるこの程度の事件をすべて報じていたらキリがない」と当時と同じ見解を示している。

### 診断・起訴
女性は暴行で吐き気と寒気、右腕の痛みを感じて、病院で脳震とうなどの診断を受けた。加害者は事件後に韓国メディアに対して「反日感情に伴う行為ではない」と主張していたが、事件を担当したソウル西部地検は2019年9月30日に加害者を暴行・侮辱容疑で逮捕・拘束起訴したと発表した。

### 裁判と加害者
2019年11月27日に、ソウル西部地裁で裁判が開かれた。被害者である日本女性が、現場に一緒にいた日本人友人、事件発生時に連絡を受けて現場にきた韓国人友人を証人として申請した。友人らが証人として出席した。 女性は「チョッパリ」など悪口を言われたので、証拠を残そうとして撮影しようとすると、腕を叩かれた後、髪の毛を掴まれて地面に叩きつけられ、膝で顔を蹴られたことを泣きながら証言した。 加害者側の弁護人が映像撮影した理由を問うと、日本でも声を掛けてきた韓国人男性に殴られたことがあるが、証拠が無いとして罪に問えなかった過去があったので証拠を残すべきだと思って撮影したと答弁した。駆けつけた友人は加害者男性に謝罪を要求した時に、「男だから、死んでもひざまずいて謝罪はできないと言われた」と証言した。
加害者には暴力犯罪での前科が多数あり、執行猶予期間の累犯期間中に今回の日本人女性への暴行事件を起こしたことも判明した。

求刑・控訴・判決
検察は一審にて、加害者に複数の同種前歴があり、同種事件の累犯期間中に犯行に及んだことから「被告人の過去の犯行でも女性に対する暴力的指向が非常に強く現れている」と述べた。「(被害者女性に行った)侮辱の程度がひどく、弱者である女性外国人に対する暴力で罪質が悪質」「犯行の一部を否定して、反省の兆しが全くない」と懲役3年を求刑した。しかし、2020年1月10日（ソウル地裁は「同種の前科が数回あり、被害回復のための真摯な努力をせず、被害者が厳罰を求めている」とし、加害者に懲役1年の実刑を宣告した。この判決に検察(被害者側)と加害者側の双方が不満とし、控訴した。しかし、同年5月7日にソウル西部地裁は一審判決を支持し、控訴を棄却した。